# Скрипко, Николай Семёнович
Никола́й Семёнович Скрипко́ (22 ноября (5 декабря) 1902, село Больдераа, Лифляндская губерния, ныне микрорайон Болдерая в черте города Рига, Латвия — 5 декабря 1987, Москва) — советский военачальник, маршал авиации (19 августа 1944) (19 августа 1944).

## Биография

### Гражданская война
В Красной армии с 1919 года. В гражданскую войну воевал рядовым в пехоте, затем младшим командиром в артиллерии на Дальнем Востоке, воевал против войск атамана Г. М. Семёнова, японских интервентов, войск белых правительств на Дальнем Востоке. Участвовал в штурме Спасска и во Приморской наступательной операции, за отличия в которых награждён  орденом Красного Знамени.

### Межвоенный период
После окончания войны продолжал служить на Дальнем Востоке, был начальником службы связи и разведки гаубичного артиллерийского дивизиона. В 1923 году на военных учениях совершил вылет на самолёте в качестве наблюдателя, после чего решил перейти на службу в авиацию. В 1924 году добился такого перевода и направлен на учёбу в Ленинградскую военно-теоретическую авиационную школу. Окончил её в 1925 году и для освоения управления самолётом направлен в 1-ю военную школу лётчиков имени А. Ф. Мясникова (так тогда называлась Качинская авиационная школа), окончил её в 1927 году. Служил младшим лётчиком в 36-й легкобомбардировочной авиационной эскадрилье 7-й авиационной бригады в Зиновьевске. С 1928 года — в Борисоглебской 2-й авиационной школе лётчиков: инструктор, командир учебных звена, отряда и эскадрильи. С 1934 года — начальник отдела по подготовке лётчиков авиационной школы в Оренбурге, затем командир созданной на базе этого отдела учебной авиационной бригады ВВС Приволжского военного округа.
В 1938 году окончил Высшую лётно-тактическую школу в Ленинграде и назначен командиром 13-го легкобомбардировочного авиационного полка в Среднеазиатском военном округе, затем переформированного в 34-й скоростной бомбардировочный авиационный полк. С января 1940 года был помощником командира и командиром 35-й авиационной бригады в Киевском военном округе. Летом 1940 года короткое время командовал 16-й смешанной авиационной дивизией в том же округе. С ноября 1940 года — командир 3-го авиационного корпуса дальней бомбардировочной авиации в составе ВВС Западного Особого военного округа, дислоцированного в Смоленске, полковник.

### Великая Отечественная война
В Великой Отечественной войне — с первого дня. Корпус совершал боевые вылеты в поддержку войск Западного фронта, неся значительные потери из-за отсутствия истребительного сопровождения и применения устаревших типов бомбардировщиков. Однако и в этих условиях Скрипко удалось добиться значительных боевых результатов путём применения ряда новаторских боевых приёмов. Также он без согласования с высшим командованием отдал приказ об установке дополнительных бортовых пулемётов в задней нижней полусфере бомбардировщиков, а ввиду отсутствия штатных пулемётчиков — укомплектовал их офицерами и солдатами наземных и штабных подразделений. В результате резко снизились собственные потери, а также огнём из этих пулемётов было сбито за короткий срок свыше 20 истребителей противника, пытавшихся атаковать бомбардировщики со стороны незащищённых, как им казалось, секторов.
Полковник Скрипко был направлен на повышение и назначен командующим ВВС 5-й армии Юго-Западного фронта, затем заместитель командующего ВВС Юго-Западного фронта генерала Ф. А. Астахова. С марта 1942 года — заместитель командующего Авиацией дальнего действия генерала А. Е. Голованова. Занимал эту должность до декабря 1944 года, когда Авиация дальнего действия была переформирована в 18-ю воздушную армию, а сам Скрипко стал первым заместителем командующего 18-й воздушной армией. 
В годы войны неоднократно направлялся в длительные командировки в действующую армию для организации боевой работы АДД и её взаимодействия с другими силами авиации и сухопутными войсками. Так, принимал личное участие в обороне Ленинграда, Сталинградской битве, битве за Кавказ, в Курской битве, в Крымской, Белорусской, Прибалтийской и в Восточно-Прусской наступательных операциях. Выполняя важнейшие поручения Ставки, в военные годы 12 раз с докладами был в кремлевском кабинете И. В. Сталина.
За годы войны четырежды повышался в воинских званиях: генерал-майор авиации (9.11.1941), генерал-лейтенант авиации (21.7.1942), генерал-полковник авиации (13.3.1944), маршал авиации (19.8.1944). 

### Послевоенный период

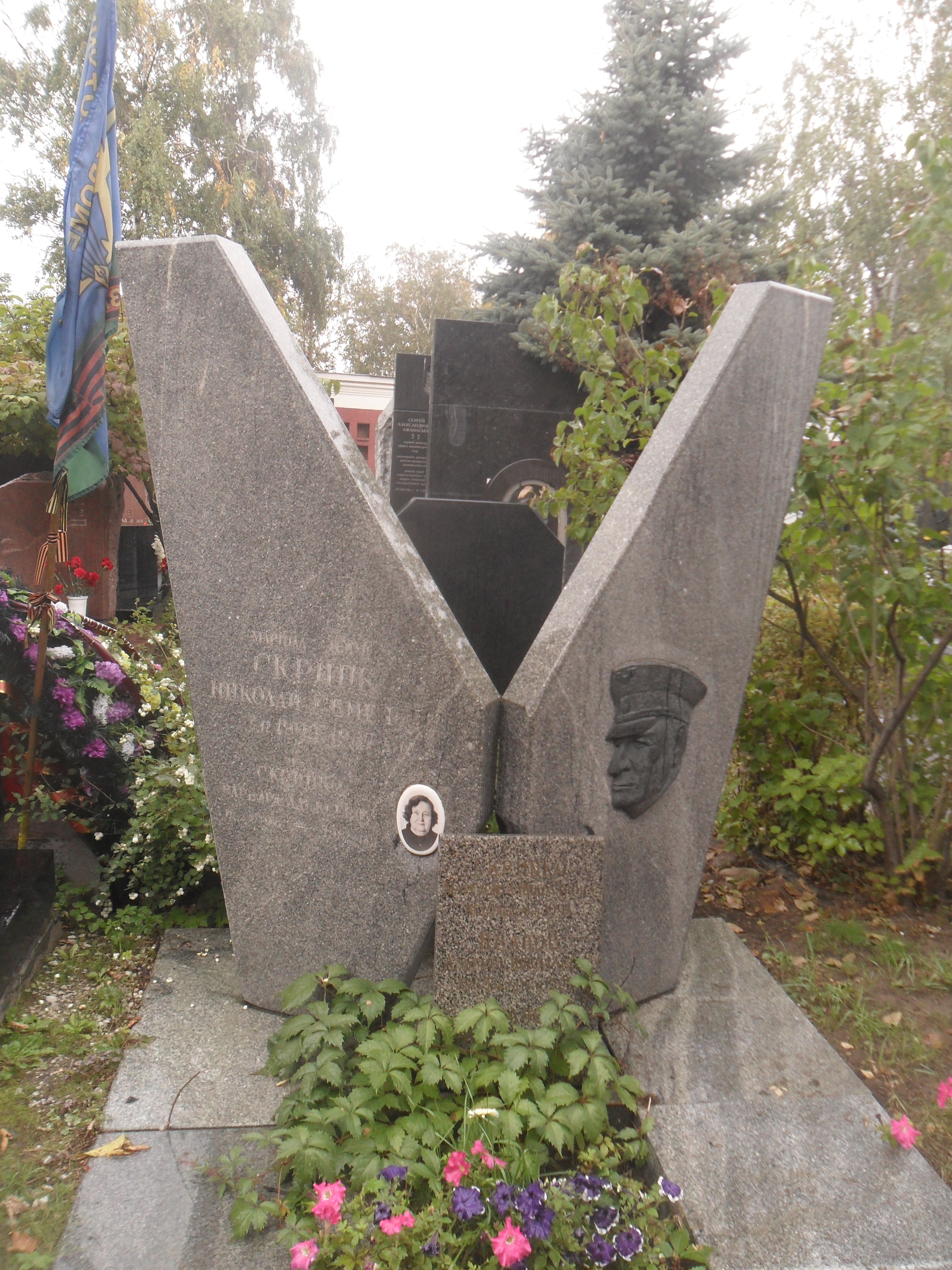
Могила Скрипко на Новодевичьем кладбище Москвы.

В 1946 году 18-я воздушная армия была расформирована, маршал Скрипко назначен первым заместителем командующего Дальней авиацией. В 1950 году он окончил Высшие академические курсы при Высшей военной академии имени К. Е. Ворошилова. С 1950 года — командующий Транспортно-десантной авиацией. В 1953 году — помощник командующего Воздушно-десантными войсками по транспортно-десантной авиации. С 1953 года — командующий Транспортно-десантной авиацией Воздушно-десантных войск.
Анализируя многочисленные проблемы в десантировании крупных воздушно-десантных соединений и возрастание роли последних в условиях современной войны, Скрипко пришёл к выводу о необходимости создания нового рода авиации и активно добивался рассмотрения поданных им соответствующих предложений. Руководство Министерства обороны СССР согласилось с его доводами, в 1955 году в СССР была создана Военно-транспортная авиация, а маршал авиации Скрипко стал её первым командующим. Возглавлял Военно-транспортную авиацию 14 лет, по существу, стал её родоначальником в современном виде. С августа 1969 года — военный инспектор-советник Группы генеральных инспекторов Министерства обороны СССР.
Жил в Москве. Член ВКП(б) с 1927 года, член Центральной Ревизионной Комиссии КПСС в 1961—1966 годах. Автор мемуаров.
Скончался 5 декабря 1987 года. Похоронен на Новодевичьем кладбище Москвы.

## Награды
- Три ордена Ленина (4.12.1962, 2.12.1972, 3.12.1982)
- Орден Октябрьской Революции (2.12.1970)
- пять орденов Красного Знамени (1922, 27.03.1942, 3.11.1944, 24.06.1949, 22.02.1968)
- Орден Суворова 1-й степени (18.08.1945)
- Орден Кутузова 1-й степени (23.07.1943)
- Орден Суворова 2-й степени (18.09.1943)
- Орден Кутузова 2-й степени (25.03.1943)
- Орден Отечественной войны 1-й степени (11.03.1985)
- Орден «За службу Родине в Вооружённых Силах СССР» 3-й степени (30.04.1975)
- Медали СССР
- Почётное оружие с золотым изображением Государственного герба СССР (22.02.1968)

Иностранные награды
- Орден «За боевые заслуги» (МНР, 6.07.1971)
- Медаль «30 лет Халхин-Гольской Победы» (МНР, 1969)
- Медаль «50 лет Монгольской Народной Армии» (МНР, 15.03.1971)
- Медаль «50 лет Монгольской Народной Армии» (МНР, 16.12.1971)
- Медаль «60 лет Вооружённым силам МНР» (МНР, 29.12.1981)
- Медаль «100 лет со дня рождения Георгия Димитрова» (НРБ)
- Медаль «40 лет Победы над гитлеровским фашизмом» (НРБ, 16.05.1985)
- Медаль «30-я годовщина Революционных Вооружённых сил Кубы» (Куба, 24.11.1986)
- Медаль «За укрепление дружбы по оружию» I степени (ЧССР)

## Память
- В 1995 году имя маршала присвоено 610-му Центру боевого применения и подготовки личного состава Военно-транспортной авиации ВВС РФ в городе Иваново
- С 2002 года имя маршала носит один из самолётов Военно-транспортной авиации

## Мемуары
- [militera.lib.ru/memo/russian/skripko/title.html  Н. С. Скрипко «По целям ближним и дальним» на сайте «Военная литература»]